# Herb obwodu saratowskiego

Herb obwodu saratowskiego.

Herb obwodu saratowskiego (ros: Герб Саратовской области) – jest oficjalnym symbolem rosyjskiego obwodu saratowskiego, przyjętym w obecnej formie 23 maja 2001 roku przez obwodową dumę.

## Opis i symbolika
Francuska tarcza herbowa o błękitnej barwie, w nią wpisane trzy srebrne ryby zwrócone głowami ku jej środkowi. Dwie odchodzą z dwóch górnych rogów tarczy, a trzecia z jej środkowego dołu. Wszystkie trzy zwrócone pyskami do siebie. Grzbiet dolnej ryby ukierunkowany jest w lewą stronę heraldyczną (prawą z punktu widzenia obserwatora). Nad tarczą otwarta korona herbowa o pięciu rogach w barwie złotej.
Herb obwodu saratowskiego jest w zasadzie kopią herbu miasta Saratów. Przedstawia trzy jesiotry, które żyją w przepływającej przez, zarówno przez cały obwód jak i jego stolicę, rzekę Wołgę. Od wieków mieszkańcy regionu utrzymywali się z rybołówstwa, stąd wpisane w herb ryby odgrywają ważną rolę, nie tylko w gospodarce, ale także w kulturze. Błękit tarczy jest kolejnym nawiązaniem do Wołgi oraz innych rzek regionu i ma oddawać ich piękno, a ryby tworzą razem pochodząca z greckiego alfabetu literę ipsylon. Ryby są także nawiązaniem do symboliki wczesnochrześcijańskiej. Korona herbowa ma podwójną symbolikę. Po pierwsze jest to także odniesienie do prawosławnego dziedzictwa regionu i dlatego jej "zęby" przypominać mają wieże prawosławnej cerkwi. Korona ta ma także oddawać obronną przeszłość miasta, gdyż założone w 1590 r. za panowania cara Fiodora I i leżące tuż na granicy Carstwa Rosyjskiego pełniło funkcję fortecy granicznej.

## Historia
Herb w zbliżonej formie używany był w czasach Imperium Rosyjskiego przez saratowską gubernię, najprawdopodobniej już od czasów Piotra I Wielkiego. W późniejszym okresie jego tarcza zwieńczona była Wielką Koroną Imperialną Rosji, a całość otaczał wieniec ze złotych liści dębu okalany wstęgą orderu św. Andrzeja Apostoła Pierwszego Powołania. W formie tej przetrwał do bolszewickiego przewrotu w 1917 r., gdy został zastąpiony przez symbolikę sowiecką. Po rozpadzie Związku Radzieckiego i transformacji w Federacji Rosyjskiej postanowiony ustanowić herb dla obwodu saratowskiego. Stało się to 5 września 1996 r. decyzją obwodowej dumy. Nowy herb powstał na bazie dawnego herbu gubernialnego, z drobnymi różnicami. Przede wszystkim usunięto dawną koronę cesarską i zastąpiono ją wiązką liści dębu ze wstęgą Orderu św. Andrzeja. Istniały także drobne różnice w przedstawieniu jesiotrów oraz wieńca dębu i wstęgi orderowej. Ten projekt herbu został zakwestionowany przez ekspertów jako niespełniający założeń heraldycznych.
Obecny kształt odpowiadający tradycji rosyjskiej heraldyki został nadany 23 maja 2001 roku przez obwodową dumę. Pomyślnie przeszedł on weryfikację i otrzymał numer 850 w Państwowym heraldycznym rejestrze Federacji Rosyjskiej. Herb posiada także drugą wersję, możliwą do użytku. W tym wariancie tarcza herbowa jest otoczona wieńcem liści dębowych i laurowych, a ma to symbolizować siłę i odwagę mieszkańców regionu, a także zwycięstwa odnoszone przez nich nad wrogami Rosji. Według obwodowego prawa herb musi być zawsze umieszczany na fasadach budynków należących do obwodowej władzy ustawodawczej i wykonawczej. Powinien on także być obecny w salach posiedzeń administracji obwodowej, a także na dokumentach przez nią wytwarzanych.

## Historyczne herby regionu

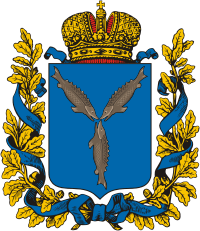
Herb guberni saratowskiej, używany do 1917 r.
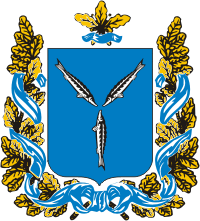
Herb obwodu saratowskiego w latach 1996-2001.
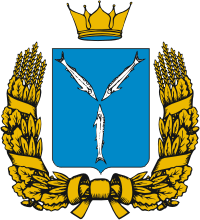
Herb obwodu saratowskiego w wariancie z wieńcem.